# Range Rover Sport
Range Rover Sport je luxusní automobil typu SUV, který vyrábí automobilka Land Rover. Předobrazem první generace modelu Range Rover Sport byla designová studie Range Stormer uvedená na Mezinárodní auto show v Severní Americe v roce 2004. Vůz je konkurentem pro "sportovně" střižená SUV jako Porsche Cayenne, BMW X6 nebo Mercedes-Benz třídy ML.
První generace
První generace (L320) byla vyráběna od roku 2004. V roce 2009 proběhl výrazný facelift, který podobně jako u čtvrté generace Land Rover Discovery přinesl optické změny exteriéru, výrazně hodnotnější interiér, infotainment a nové motory s převodovkami. Vůz sdílí velké množství technologických celků (motory, převodovky, nápravy, elektronika atd.) s modelem Land Rover Discovery 3 a Discovery 4, oproti kterým má kratší rozvor a je více přizpůsoben pohybu na silnici. Tomu odpovídá naladění motorů a převodovek. To samé se dá říci o podvozku, který lépe drží, ale v určitých momentech působí velmi tvrdě, až nepohodlně.
Druhá generace
V roce 2013 byla uvedena druhá generace modelu Range Rover Sport (L494). Vůz vycházel z modelu Range Rover na rozdíl od předchozí generace, která byla za svou příbuznost s modelem Discovery (jakousi lacinost) některými uživateli kritizována.

## Motory první generace L320
- TDV6 2.7 (2005–2009) 190k
- TDV6 3.0 (2009–2012) 211k
- SDV6 3.0 (2009–2012) 256k
- TDV8 3,6 (2005–2010) 270k
- V8 4.4 (2005–2009) 300k
- V8 4.2 Supercharged (2005–2009) 390k
- V8 5.0 Supercharged (2009–2012) 510k